# Розпові вчительке
Розпові вчительке — інтернет-мем, фейк російської пропаганди, який з'явився у вересні 2022 року після того, як інтернет-видання «ДонПресс», підконтрольне російським окупантам на Донбасі, поширило фото нібито з класу однієї з українських шкіл, на якому видно плакат із закликом до школярів доносити вчителям.
У фейковому плакаті із закликом до школярів доносити вчителям перелічено чотири пункти:
- у батьків школяра є родичі в РФ;
- батьки розмовляють російською;
- батьки дивляться російське телебачення;
- батьки погано ставляться до президента Володимира Зеленського.

## Історія
14 вересня 2022 року пропагандистське інтернет-видання «ДонПресс» опублікувало статтю про те, що в українських школах нібито закликають учнів «доносити» на своїх батьків, якщо вони з Росії, розмовляють російською, дивляться російське телебачення та погано ставляться до Президента України Володимира Зеленського. Як доказ, до статті прикріплено фото стенда з оголошенням. У фразі «розпові вчительке» було допущено граматичну помилку: правильно було перекласти «расскажи учительнице» з російської на українську як «розкажи вчительці».
Наступного дня, 15 вересня автори поста пропагандистського видання виправили помилку, і в заголовку плаката було правильно написано «розкажи вчительці», але замість «говорять російською мовою» стало «спілкуються на російській мові», «а погано говорять про Зеленського» — «погано говорять на Зеленського».